# Barranc de la Malallau
El barranc de la Malallau és un barranc del terme de Conca de Dalt, a la comarca del Pallars Jussà, dins de l'antic terme d'Hortoneda de la Conca. Bona part del recorregut d'aquesta llau és termenal entre el municipi esmentat i el d'Abella de la Conca, en el sector de Carreu.
S'origina a les Solanes del Pla del Tro per la unió de diverses llaus que procedeixen dels contraforts occidentals de la Serra del Boumort, com la llau del Pletiu Vell, que ve del nord, o la llau de la Pleta de les Barres i la llau de Pleta Torrent, des del nord-est.
Des d'aquest lloc davalla cap al sud-sud-oest, marcant el termenal entre Conca de Dalt (ponent) i Abella de la Conca (llevant), i passa a l'est d'Herba-savina. Al cap de poc s'aboca en el riu de Carreu.

## Etimologia
El topònim procedeix de l'ús antic de l'adjectiu i adverbi mal per tal de descriure un lloc accidentat o emboscat, de difícil accés, segons Joan Coromines. El barranc de la Malallau seria, doncs, un nom redundant: el barranc de la llau -barranc- emboscada, feréstega...

## Enllaços externs

El Barranc de la Malallau, respecte del terme d'Abella de la Conca